# Droga krajowa B203 (Niemcy)
Droga krajowa 203 (niem. Bundesstraße 203, B 203) – niemiecka droga krajowa przebiegająca  z zachodu na północny wschód z miejscowości Büsum nad brzegiem Morza Północnego do miejscowości Kappeln nad Bałtykiem, gdzie krzyżuje się z drogami B199 oraz B201 w Szlezwiku-Holsztynie.